# Katarzyna Bryda

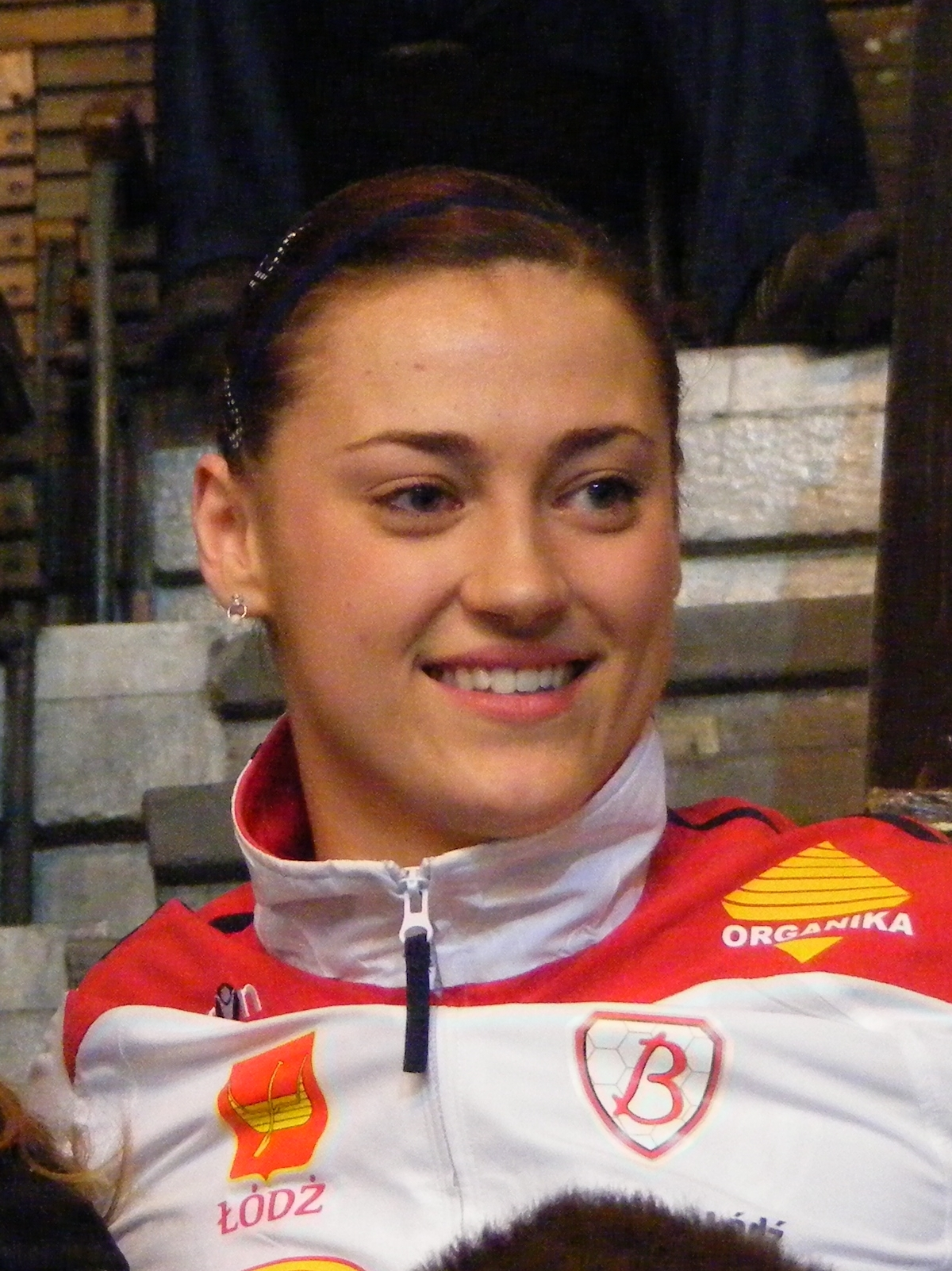
Katarzyna Bryda zawodniczką Organiki Budowlanych Łódź w sezonie 2010/2011

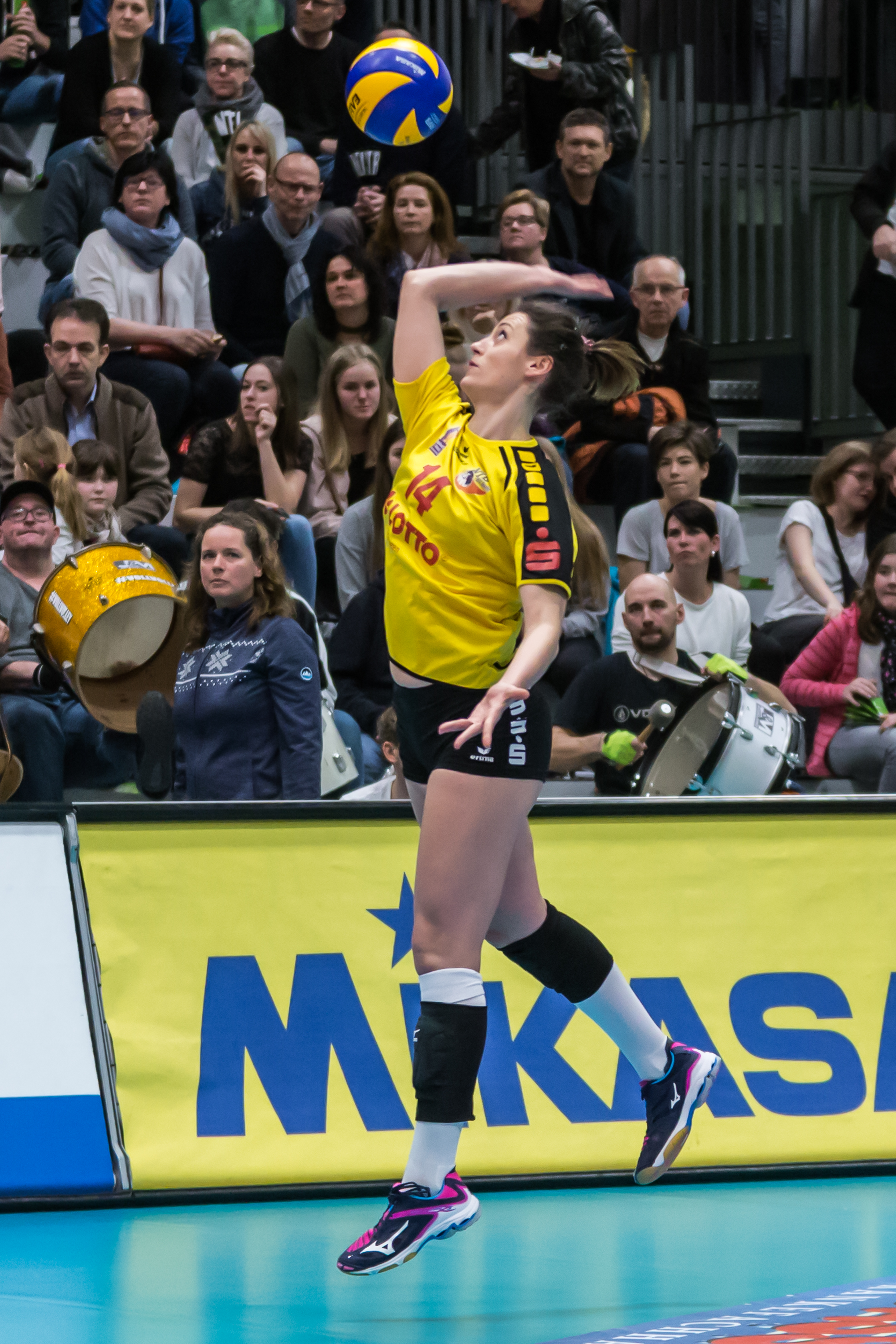
Katarzyna Bryda zawodniczką VfB 91 Suhl

Katarzyna Bryda (ur. 30 kwietnia 1990 roku w Chełmnie) – polska siatkarka, grająca na pozycji przyjmującej. Jest wychowanką UKS Culmenu Chełmno. Była reprezentantka Polski kadetek oraz juniorek. Ukończyła Szkołę Mistrzostwa Sportowego w Sosnowcu. 
| Katarzyna Bryda   | Katarzyna Bryda         | Katarzyna Bryda         | Katarzyna Bryda | Katarzyna Bryda | Katarzyna Bryda | Katarzyna Bryda | Katarzyna Bryda | Katarzyna Bryda | Katarzyna Bryda | Katarzyna Bryda |
| ----------------- | ----------------------- | ----------------------- | --------------- | --------------- | --------------- | --------------- | --------------- | --------------- | --------------- | --------------- |
| Wzrost            | 181 cm                  | 181 cm                  |                 |                 |                 |                 |                 |                 |                 |                 |
| Pozycja           | przyjmująca             | przyjmująca             |                 |                 |                 |                 |                 |                 |                 |                 |
| Kariera juniorska |                         |                         |                 |                 |                 |                 |                 |                 |                 |                 |
| Lata              | Klub                    | Klub                    |                 |                 |                 |                 |                 |                 |                 |                 |
|                   | UKS Culmen Chełmno      |                         |                 |                 |                 |                 |                 |                 |                 |                 |
| 2005–2009         | SMS PZPS Sosnowiec      | SMS PZPS Sosnowiec      |                 |                 |                 |                 |                 |                 |                 |                 |
| Kariera seniorska |                         |                         |                 |                 |                 |                 |                 |                 |                 |                 |
| Lata              | Klub                    | Klub                    |                 |                 |                 |                 |                 |                 |                 |                 |
| 2009–2013         | Organika Budowlani Łódź | Organika Budowlani Łódź |                 |                 |                 |                 |                 |                 |                 |                 |
| 2013–2014         | Sparta Warszawa         | Sparta Warszawa         |                 |                 |                 |                 |                 |                 |                 |                 |
| 2014–2015         | Budowlani Toruń         | Budowlani Toruń         |                 |                 |                 |                 |                 |                 |                 |                 |
| 2015–2017         | ŁKS Commercecon Łódź    | ŁKS Commercecon Łódź    |                 |                 |                 |                 |                 |                 |                 |                 |
| 2017–2018         | VfB 91 Suhl             | VfB 91 Suhl             |                 |                 |                 |                 |                 |                 |                 |                 |
| 2018–2019         | MKS Dąbrowa Górnicza    | MKS Dąbrowa Górnicza    |                 |                 |                 |                 |                 |                 |                 |                 |
| 2019–2020         | San-Pajda Jarosław      | San-Pajda Jarosław      |                 |                 |                 |                 |                 |                 |                 |                 |
| 2020–2024         | ITA Tools Stal Mielec   | ITA Tools Stal Mielec   |                 |                 |                 |                 |                 |                 |                 |                 |
| Kariera trenerska |                         |                         |                 |                 |                 |                 |                 |                 |                 |                 |
| Lata              | Klub                    | Funkcja                 |                 |                 |                 |                 |                 |                 |                 |                 |
| 2024–             | ITA Tools Stal Mielec   | asystent trenera        |                 |                 |                 |                 |                 |                 |                 |                 |

## Sukcesy klubowe
Puchar Polski:
- 2010[2]

Mistrzostwo I ligi:
- 2023[5]
- 2021, 2022[6]